# Elijah Millsap
Elijah Millsap (Grambling, 12 agosto 1987) è un ex cestista statunitense.
È il fratello minore di Paul Millsap.

## Statistiche

### College
| Anno      | Squadra           | PG | PT | MP   | TC%  | 3P%  | TL%  | RP  | AP  | PRP | SP  | PP   |
| --------- | ----------------- | -- | -- | ---- | ---- | ---- | ---- | --- | --- | --- | --- | ---- |
| 2006-2007 | ULL Ragin' Cajuns | 23 | 18 | 25,2 | 45,5 | 39,3 | 53,1 | 7,3 | 0,9 | 1,3 | 0,5 | 12,4 |
| 2007-2008 | ULL Ragin' Cajuns | 30 | 22 | 22,0 | 36,7 | 30,8 | 58,3 | 5,4 | 1,4 | 1,5 | 0,3 | 9,4  |
| 2009-2010 | UAB Blazers       | 34 | 34 | 33,1 | 43,5 | 24,1 | 69,5 | 9,5 | 1,8 | 1,6 | 0,3 | 16,1 |
| Carriera  | Carriera          | 87 | 74 | 27,1 | 42,2 | 29,1 | 62,9 | 7,5 | 1,4 | 1,5 | 0,4 | 12,8 |

### NBA

#### Regular Season
| Anno      | Squadra      | PG | PT | MP   | TC%  | 3P%  | TL%  | RP  | AP  | PRP | SP  | PP  |
| --------- | ------------ | -- | -- | ---- | ---- | ---- | ---- | --- | --- | --- | --- | --- |
| 2014-2015 | Utah Jazz    | 47 | 5  | 19,7 | 34,0 | 31,1 | 67,4 | 3,2 | 1,2 | 1,2 | 0,3 | 5,3 |
| 2015-2016 | Utah Jazz    | 20 | 0  | 8,7  | 28,2 | 8,3  | 72,2 | 1,8 | 1,0 | 0,4 | 0,2 | 1,8 |
| 2016-2017 | Phoenix Suns | 2  | 0  | 11,5 | 14,3 | 0,0  | 50,0 | 3,0 | 0,5 | 0,0 | 0,0 | 1,5 |
| Carriera  | Carriera     | 69 | 5  | 16,2 | 32,7 | 27,9 | 67,9 | 2,8 | 1,1 | 0,9 | 0,3 | 4,2 |

### G League
| Anno      | Squadra         | PG  | PT  | MP   | TC%  | 3P%  | TL%  | RP  | AP  | PRP | SP  | PP   |
| --------- | --------------- | --- | --- | ---- | ---- | ---- | ---- | --- | --- | --- | --- | ---- |
| 2010-2011 | Tulsa 66ers     | 50  | 44  | 28,5 | 44,0 | 34,0 | 75,7 | 5,3 | 2,6 | 1,2 | 0,3 | 15,2 |
| 2011-2012 | L.A. D-Fenders  | 41  | 33  | 33,0 | 44,7 | 39,8 | 76,8 | 6,3 | 3,2 | 1,9 | 0,2 | 19,4 |
| 2012-2013 | L.A. D-Fenders  | 44  | 37  | 34,4 | 41,7 | 34,9 | 75,3 | 6,1 | 3,6 | 2,0 | 0,3 | 17,4 |
| 2013-2014 | L.A. D-Fenders  | 1   | 0   | 14,2 | 50,0 | 0,0  | 100  | 1,0 | 0,0 | 1,0 | 0,0 | 5,0  |
| 2014-2015 | Bakersfield Jam | 19  | 16  | 36,6 | 44,2 | 33,9 | 76,3 | 8,3 | 5,2 | 2,1 | 0,3 | 20,6 |
| 2016-2017 | N. Arizona Suns | 50  | 50  | 36,8 | 42,8 | 30,6 | 73,4 | 8,0 | 4,0 | 2,1 | 0,5 | 19,8 |
| 2017-2018 | Iowa Wolves     | 45  | 25  | 29,7 | 39,6 | 37,6 | 78,2 | 5,3 | 2,3 | 1,5 | 0,6 | 15,2 |
| 2021-2022 | C.P. Skyhawks   | 3   | 0   | 10,3 | 10,0 | 0,0  | 100  | 2,7 | 0,7 | 1,3 | 0,0 | 2,0  |
| Carriera  | Carriera        | 253 | 205 | 32,5 | 42,6 | 34,7 | 75,9 | 6,3 | 3,3 | 1,8 | 0,4 | 17,4 |

### Eurocup
| Anno      | Squadra          | PG | PT | MP   | TC%  | 3P%  | TL% | RP  | AP  | PRP | SP  | PP  |
| --------- | ---------------- | -- | -- | ---- | ---- | ---- | --- | --- | --- | --- | --- | --- |
| 2015-2016 | Maccabi Tel Aviv | 2  | 0  | 16,6 | 37,5 | 16,7 | 0,0 | 4,5 | 1,0 | 1,0 | 0,5 | 6,5 |
| Carriera  | Carriera         | 2  | 0  | 16,6 | 37,5 | 16,7 | 0,0 | 4,5 | 1,0 | 1,0 | 0,5 | 6,5 |

## Palmarès

### Club
- Coppa di Israele: 1

Maccabi Tel Aviv: 2015-16

### Individuale
- All-NBDL Second Team (2012)
- All-NBDL All-Defensive Third Team (2013)